# 鞍掛山 (栃木県)
鞍掛山（くらかけさん）は栃木県宇都宮市と日光市に跨る山。標高は492.4m。北麓の鞍掛峠（くらかけとうげ）には宇都宮市新里町と日光市猪倉を結ぶ新里街道（にっさとかいどう、県道22号線）の鞍掛トンネル（くらかけとんねる）が通る。登山口は南麓の鞍掛林道（くらかけりんどう）沿いにある鞍掛神社（くらかけじんじゃ）付近である。鞍掛峠の東部は姿川の源流部で、新里町栗谷には砂防を兼ねた栗谷沢ダムがある。栃木百名山、大谷七名山に選定されている。

## 概要
鞍掛山は、栃木県宇都宮市北西郊外の新里町と同日光市南部の猪倉に跨る標高492.4mの低山である。東西に長い尾根を有し、その尾根上に主に3つのピークがある。最頂部は長尾根のほぼ中央に位置し、低い440mのピークは中央部よりやや西に、また最頂部に次いで高い480m級のピークは長尾根の最西端にあり、この480m級ピークと440m級ピーク間は南北方向の短い尾根で結ばれている。古賀志山の北東、半蔵山・羽黒山の南西に位置し、当山と半蔵山・羽黒山間の鞍部は鞍掛峠と呼ばれ、現在は新里街道（にっさとかいどう、県道22号線）のトンネル『鞍掛トンネル』が貫通する。当山は宇都宮市街中北部の高台（宇都宮タワーや戸祭山など）からよく遠望されるほか、東南麓の新里町茗荷沢からは台形状の山容を間近に見ることが出来る。なお、国道293号新里町付近および新里町から茗荷沢に向かう道路沿い付近からは、鞍掛山の南東に立地する雨乞山に隠されて見えない場所もある。
付近は宇都宮県立自然公園の指定区域であり自然が豊富である。ムカシトンボの生息地として保護されている宇都宮市福岡町の赤川ダム付近と並び、当山南麓部の沢や栗谷沢付近ではムカシトンボの目撃例がある。この付近は雲雀鳥屋、古賀志山、および当山に囲まれた平地部であり、叢にはアトリ科の鳥類であるカワラヒワ等が生息し、周辺はこれらスズメ目の小型野鳥が群れを成して飛ぶ姿のほか、アオサギなどが田で餌を啄ばむ姿なども見られる。
登山道の起点は宇都宮市福岡町細野の天狗鳥屋西麓部歩道分岐点であるが、ここから天狗鳥屋の西側の低山を越すと新里町茗荷沢であり、ここで新里町藤本の国道293号交差点から分岐する路線の先端部に当たる鞍掛林道に合流し、鞍掛山登山口である鞍掛神社に到達する。この林道沿いには一の鳥居および二の鳥居があり、鞍掛山登山口の先には鞍掛神社が祀られている。登山コースは奥の院をかすめるルート（岩コース、登山ルート）と尾根を登り大岩を経るルート（尾根コース、下山ルート）があり、いずれも足場が悪い急坂のコースで、自然豊かな反面下草も繁茂し昆虫類も多いため、枯れた時期の登山が勧められている。高木が茂るため山頂尾根からの眺めは必ずしも良くはないが、『大岩』についてはほぼ360度の眺望が可能である。登山の所要時間は往路復路合わせて2時間程度である。
山全体に木々が茂り、南面は主に広葉樹、北面は主に針葉樹となっている。

## 山容
当山は東西に伸びる長い尾根を特徴とし、南麓（および北麓）から見ると台形状の山容を成す。この平坦な長い尾根は、古賀志山の鋸の歯のような長い尾根とは対照的である。
また東麓から見ると、東西に長い尾根には南北方向の厚みが無く、さらに鞍掛山主体部（最頂部492mピークおよび大岩、440m級ピーク等から成る）と鞍掛山第2のピークである480m級ピークの間には、南北方向に走る標高420m級の短い尾根があって鞍部となっているため、南北方向に近接する2つのそそり立った岩山として臨まれる。

## 山名
馬の鞍のような形をした山であることから『鞍掛山』と呼ばれる。

## 登山
登山道口は鞍掛林道沿いにある。現在、栃木県が当山を周回する登山道の整備を計画している。現在はハイキングコースとして整備された登山道は無く、登山口にも登山者・ハイカー向けの専用駐車場なども無い。鞍掛神社から急坂を登り山頂部を頂く平坦な尾根を通り大岩から尾根を経て下山する周回路があるが、経路上には植林地を抜ける箇所や岩上を進む箇所などがあり、全線が明瞭な登山道となっているわけではない。一方、分岐点など要所には愛好家などが設置した道標がある。
尾根部の開けた地点からは、空気が澄んだ日には南に富士山、筑波山、また北に日光連山（男体山や女峰山など）や高原山などが臨まれる。

## 周辺
鞍掛山は宇都宮県立自然公園の指定地域内にあり、周辺には古賀志山、宇都宮市森林公園、多気山、多気不動尊（多気山不動寺持宝院）、雲雀鳥屋、雨乞山、栗谷沢ダム、半蔵山、羽黒山などがある。鞍掛山の東麓部には宿泊施設を併設するジェイセレモカントリー倶楽部のゴルフコースがある。

## 鞍掛峠
鞍掛峠は、鞍掛山と半蔵山・羽黒山の鞍部にある峠の名称である。最頂部標高は約380m。本峠を越える路線は、かつて山道を辿って鞍部を越えていたが、現在はトンネルが開通している。峠の頂上には道祖神を祀る祠がある。

## 鞍掛トンネル

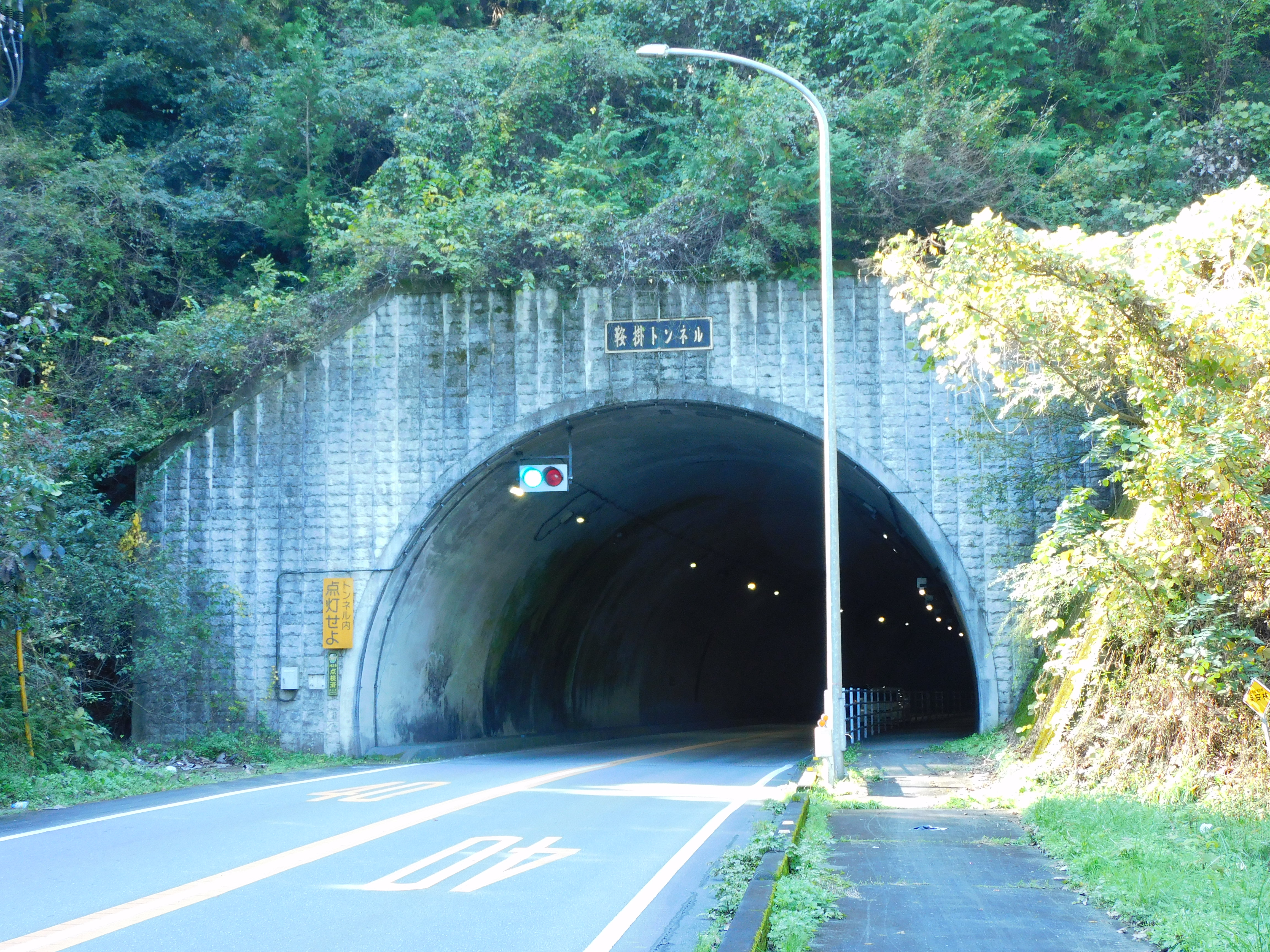
鞍掛トンネル（宇都宮市側）

鞍掛トンネルは、鞍掛峠を東西に貫通し宇都宮市新里町と日光市猪倉を結ぶ道路トンネルである。1997年（平成9年）に開通した。延長は938mで、栃木県内のトンネルとしては5番目に長い。鞍掛トンネルの開通によって、峠越えしていた旧道は廃道となった。
- 栃木県のトンネル

1. 日足トンネル（にっそくとんねる） 延長2.765 km（国道122号、日光市）
2. 尾頭トンネル（おかしらとんねる） 延長1.782 km（国道400号、日光市 - 那須塩原市間）
3. 田茂沢トンネル（たもざわとんねる）延長0.987 km（栃木県道23号川俣温泉川治線、日光市）
4. 鳴虫山トンネル（なきむしやまとんねる）延長0.967 km（日光宇都宮道路、日光市）
5. 鞍掛トンネル（くらかけとんねる）延長0.938m（栃木県道22号大沢宇都宮線、宇都宮市 - 日光市間）

## 鞍掛神社
鞍掛神社は、鞍掛山南麓にある鞍掛山を神体とする神社。鞍掛林道沿いには当神社の一の鳥居、二の鳥居がある。鞍掛神社は登山道の東側にあり、その神体は鞍掛山の自然物である雨季に現れる滝と山体にある洞窟であることから、当山が原始宗教ないし自然崇拝の対象であったことが分かる。この岩壁に縦に割れた洞穴からは一本の木が伸び、その奥には石製造形物が祀られている。このほか、登山道沿道の岩陰には双体神がある。
また、鞍掛山の山頂尾根の西端部には鞍掛神社の奥ノ宮があり、小さな祠に祀られており、本山が修験道の信仰対象であったことが分かる。

## 参考資料
- 日本国土地理院 地図閲覧サービス 2万5千分1地形図名：大谷(宇都宮)
- 宇都宮県立自然公園 指定書及び公園計画書
- 宇都宮県立自然公園 / 栃木県
- 昭文社 MAPPLE地図 栃木県宇都宮市新里町周辺の地図
- ゼンリン地図 栃木県宇都宮市新里町周辺の地図